# Isla Wolf (ö i Ecuador)
Isla Wolf är en ö i Ecuador.   Den ligger i provinsen Galápagos, i den västra delen av landet, 1 500 km väster om huvudstaden Quito. Arean är 1,3 kvadratkilometer.
Terrängen på Isla Wolf är lite kuperad. Öns högsta punkt är 250 meter över havet. Den sträcker sig 2,3 kilometer i nord-sydlig riktning, och 1,6 kilometer i öst-västlig riktning.